# Code communautaire des visas
Lire en ligne

Consulter

Le Code communautaire des visas, parfois simplifié Code des visas, est la codification des normes relatives à l'octroi des visas pour l'espace Schengen.

## Sources

## Compléments